# Manuel Santana

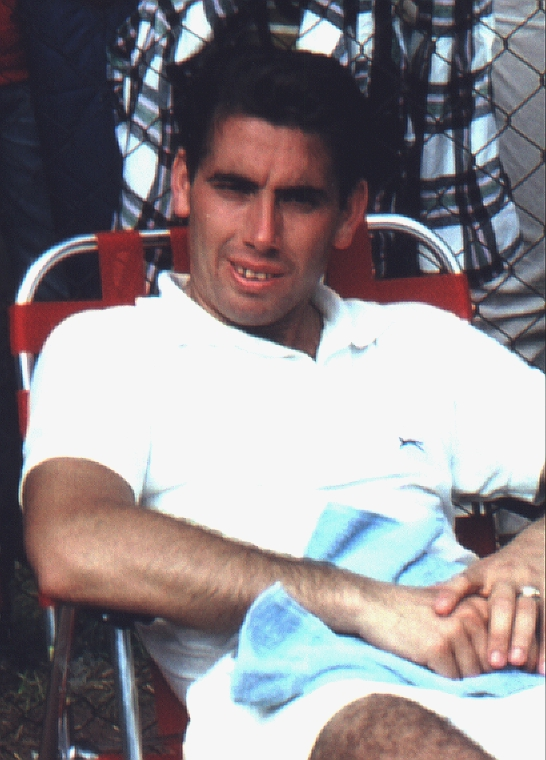
Santana under ett Sverigebesök 1964.

Manuel Martinez "Manolo" Santana, född 10 maj 1938 i Madrid, död 11 december 2021 i Marbella, var en spansk tennisspelare. Santanas karriär som toppspelare i tennis inföll till största delen före 1968 då "Open Era" inleddes. Fram till dess förblev Santana amatörspelare och hade därmed rätt att delta i tennisens Grand Slam-turneringar. Mellan 1961 och 1967 tillhörde Santana världens 10 högst rankade amatörspelare, 1966 var han nummer ett.
Santana upptogs 1985 i International Tennis Hall of Fame.

## Tenniskarriären
Santana vann totalt fyra singeltitlar och en dubbeltitel i Grand Slam-turneringar. Hans favoritunderlag var visserligen grus - han vann herrsingeln i Franska mästerskapen två gånger genom finalsegrar över Nicola Pietrangeli med matchresultaten 4-6, 6-1, 3-6, 6-0, 6-2 (1961) och 6-3, 6-1, 4-6, 7-5 (1964) - men kom senare att allt mer behärska det snabbare gräsunderlaget. Wimbledonmästerskapen vann han således 1966 genom finalseger över amerikanen Dennis Ralston i tre raka set (6-4, 11-9, 6-4). Som förste europé sedan 1928 vann han 1965 Amerikanska mästerskapen. I finalen besegrade han sydafrikanen Cliff Drysdale (6-2, 7-9, 7-5, 6-1). Dubbeltiteln i Franska mästerskapen 1963 vann han tillsammans med Roy Emerson.
Santana spelade också regelbundet i andra tennisturneringar. Båstadturneringen vann han 1962 genom finalvinst över Jan-Erik Lundqvist (som vann turneringen året därpå). Santana vann i Båstad också 1965 och 1969.

### Santana somDavis Cup-spelare
Santana var ankare i det framgångsrika spanska Davis Cup-laget 1958-70 och 1973. Han spelade totalt 120 matcher för Spanien och vann 92 av dessa. Åren 1965 och -67 var det spanska laget i DC-final, båda gångerna mot Australien. Spanjorerna förlorade visserligen båda gångerna, men Santana tog de enda spanska segrarna; 1965 besegrade han Roy Emerson och 1967 John Newcombe.

## Spelaren och personen
Santana var en mycket disciplinerad tennisspelare som vann stor respekt och popularitet bland såväl den inhemska som den internationella publiken. Han hade genomgående goda slag, men sitt främsta vapen hade han förmodligen i sin forehand. Han kunde på forehandsidan slå effektiva returer från de flesta lägen och placera bollen på motståndarens planhalva som det tycktes efter behag. Förutom att slaget för det mesta var förödande hårt, slog han omväxlande topspin och skurna slag, vilket ofta fick motståndaren att missbedöma bollens studs. Hans lobbar och stoppbollar var av hög klass.
Tennissporten var före 1965 föga utbredd i Spanien. Med sina framgångar breddade Santana, som en av Spaniens folkkäraste idrottsmän, intresset för tennis i landet. 1965 hyllades han som nationalhjälte i sitt hemland och tilldelades "Isabella-medaljen" av landets ledare, Francisco Franco.

## Grand Slam-titlar, singel (4)
| År   | Mästerskap            | Finalmotståndare   | Setsiffror          |
| 1961 | Franska mästerskapen  | Nicola Pietrangeli | 4-6 6-1 3-6 6-0 6-2 |
| 1964 | Franska mästerskapen  | Nicola Pietrangeli | 6-3 6-1 4-6 7-5     |
| 1965 | US Open               | Cliff Drysdale     | 6-2 7-9 7-5 6-1     |
| 1966 | Wimbledonmästerskapen | Dennis Ralston     | 6-4 11-9 6-4        |

### Övriga Grand Slam-titlar
- Franska mästerskapen
  - dubbel - 1963